# Tres Playas

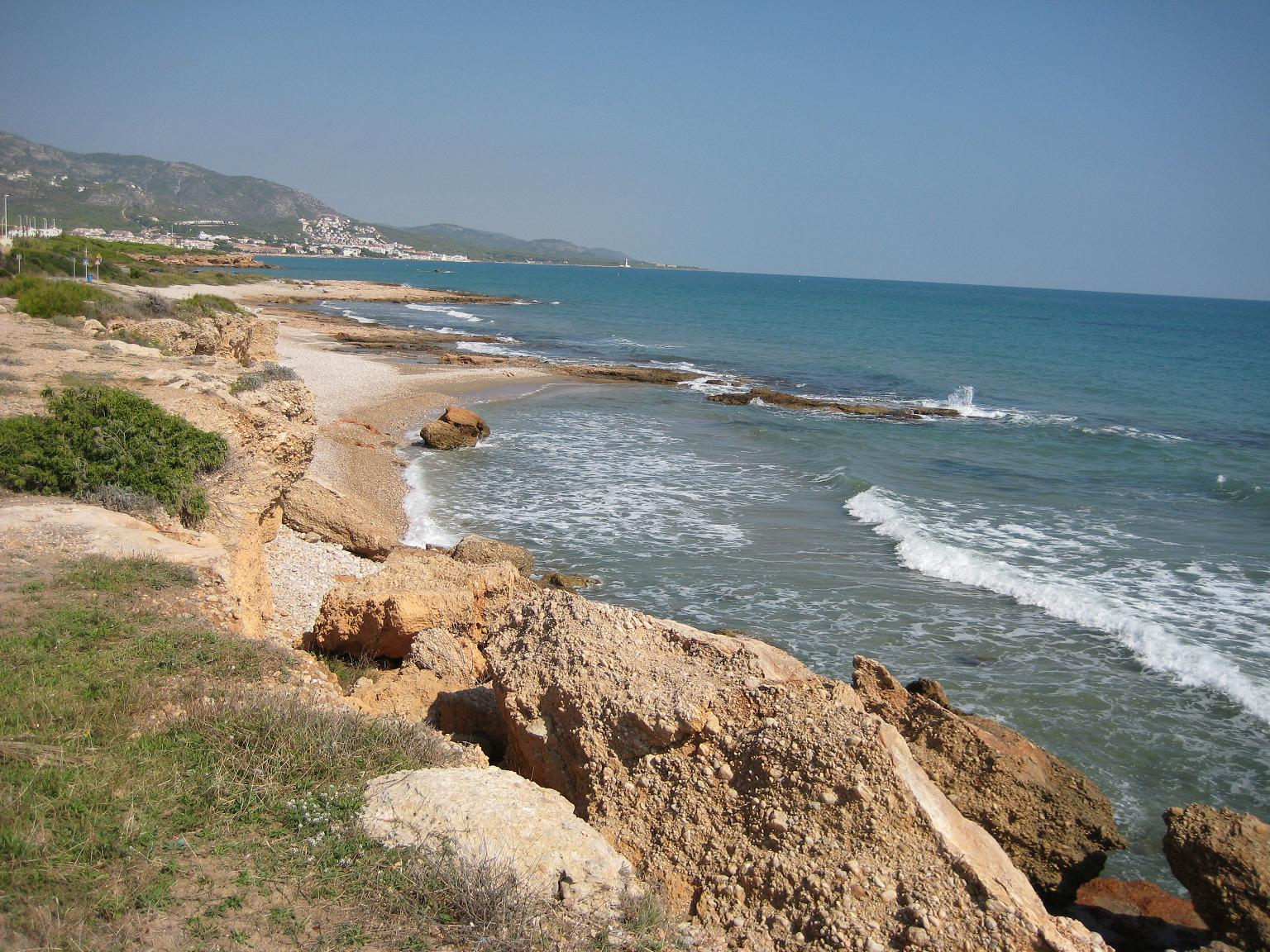
Tres Playas (Alcocéber)

Tres Playas son tres pequeñas playas contiguas situadas en el municipio de Alcalá de Chivert, en la provincia de Castellón (España).
Estas playas limitan al norte con la Roca del Moro, que las separa de la playa del mismo nombre y al sur con roquedos que las separan de la playa de Manyetes. El conjunto tiene una longitud de 150 metros, y una anchura de 15 metros. Estas playas están bien protegidas por estructuras rocosas que las aíslan del entorno y favorecen la práctica del nudismo.
Las playas están situadas en el entorno semiurbano de Alcocéber, con un nivel de ocupación bajo.
Han obtenido los certificados de calidad ISO 9001 e ISO 14001.